# Sangyō gisho
Le Sangyō gisho (三経義疏, littéralement « Commentaires annotés des trois sutras ») est le titre de trois commentaires annotés d'importants sutras bouddhistes : le Hokke gisho (法華義疏), le Shōmangyō gisho (勝鬘経義疏) et le Yuimagyō gisho (維摩経義疏).

## Hokke gisho

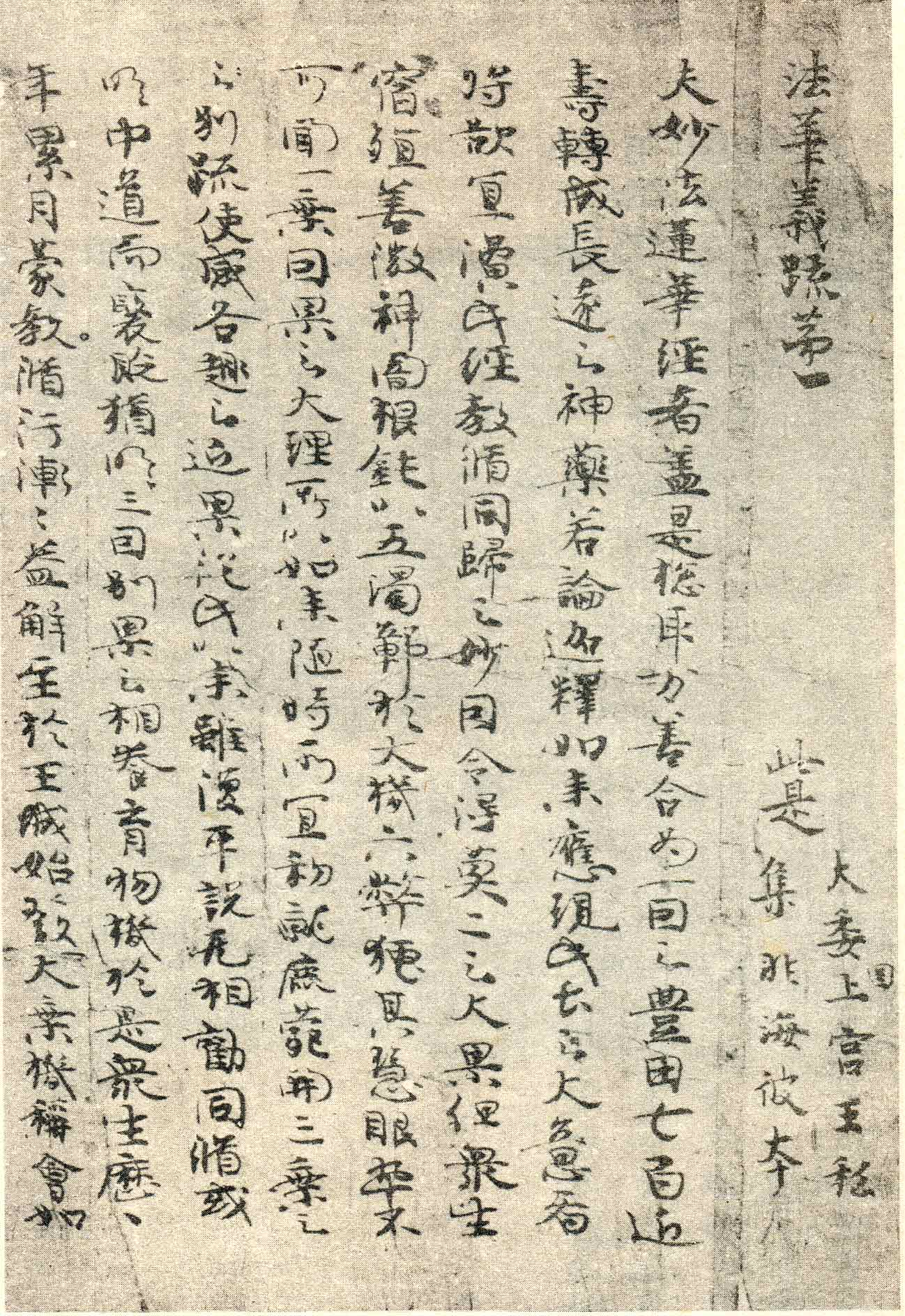
Une page du Hokke gisho.

Commentaire annoté en quatre volumes  du Sūtra du Lotus. Il est basé sur le texte annoté Fahuayiji (法華義記) par le prêtre Fayun (法雲) (467-529) de la dynastie Liang. Les contenus sont approximativement identiques à 70 %.
Selon la tradition, le Hokke gisho a été composé en 615, ce qui en fait le plus ancien texte japonais. Les annales indiquent que le manuscrit a été découvert par Gyōshin (行信), le moine qui a érigé le temple Hōryū-ji Tō-in, et qu'il a été conservé dans son temple pendant des siècles jusqu'en 1878 quand il a été offert à l'empereur Meiji.

## Shōmangyō gisho
Commentaire annoté en un volume du sūtra Śrīmālādevī (en). Il est basé sur des textes annotés du prêtre Min (旻) (467-527) de la dynastie Liang. La tradition veut qu'il a été complété en 611.

## Yuimagyō gisho
Commentaire annoté en trois volumes du Sūtra de Vimalakīrti. Il est basé sur des textes annotés du prêtre Zhizang (458-522) de la dynastie Liang. La tradition tient qu'il a été complété en 613.

## Attribution
Bien que traditionnellement attribué au légendaire Shōtoku Taishi, la communauté moderne des spécialistes conteste cette attribution et la paternité véritable des textes est inconnue. Le Hokke gisho contient une note disant : « Ce livre appartient  à la collection privée du prince Shōtoku Taishi et ne vient pas de l'étranger. » Cependant, le style est différent de celui du texte principal et on estime qu'il a été ajouté plus tard par le prêtre Gyōshin.
Le Nihon shoki indique qu'en 606, Shōtoku Taishi enseigne le sūtra Srimala et le sūtra du Lotus, d'où la conviction qu'il est l'auteur des trois sūtras :

« Durant le septième mois d'automne, l'impératrice Suiko convoque Hitsugi no Miko et ordonne qu'il enseigne le sūtra Śrīmālādevī. Il termine en trois jours. Cette même année, Hitsugi no Miko enseigne ensuite le sūtra du Lotus au palais d'Okamoto. L'impératrice est enchantée et présente Hitsugi no Miko à Tamomo Tokoro dans la province de Harima. »

Seul le manuscrit original du Hokke gisho existe encore tandis que le Shōmangyō gisho et le Yuimagyō gisho n'existent plus que sous forme de copies. Le plus ancien texte qui attribue le Sangyōsho à Shōtoku Taishi est le Hōryūji garan engi narabini ruki shizaichō (法隆寺伽藍縁起并流記資財帳) de 747. Par ailleurs, d'autres relevés de sūtra trouvés dans les documents du Shōsō-in créditent le roi Kamitsumiya, un des titres de Shōtoku Taishi, des annotations du sūtra du Lotus et du sūtra Śrīmālādevī.
Bien que les registres historiques attribuent ces œuvres à Shotoku Taishi, un certain nombre de questions et de problèmes ont été signalés.
- Les plus anciens documents sont tous parus plus de cent ans après la mort de Shotoku Taishi, de sorte qu'ils ne sont pas fiables.
- Inoue Mitsusada de l'université de Tokyo explique que de nombreux textes à l'origine attribués aux gouvernants ont été en fait écrits par des groupes de chercheurs et suggère que c'est le cas ici aussi. Cependant, le Hokke gisho utilise un certain nombre de pronoms personnels, ce qui affaiblit cet argument.
- Le calligraphe Nishikawa Yasushi a étudié les formes des glyphes utilisés dans l'original avec ceux de la Chine et conclut que le Hokke gisho est une œuvre correspondant à la dynastie Sui (581-618). Inoue se fonde sur ce résultat pour suggérer qu'il s'agit d'un ouvrage de la période Asuka du Japon.

L'origine exacte de ces textes est fortement débattue dans l’exégèse moderne avec de nombreuses hypothèses alternatives. Sont évoquées notamment quatre possibilités :
- des textes chinois apportés au Japon ont servi à Shotoku Taishi de base pour la composition ;
- des prêtres coréens en visite au Japon l'ont écrit sous les instructions de Shōtoku Taishi ;
- l'ouvrage a été composé en Chine ou en Corée et à son arrivée au Japon, la paternité en a été transférée à Shōtoku Taishi ;
- une œuvre tardive.

Il n'y a pas de consensus académique sur le véritable auteur. Si la paternité est attribuée à Shotoku Taishi, le Sangyō gisho doit avoir été achevé avant sa mort en 622.